# Transformers: Robots in Disguise (televíziós sorozat, 2015)
A Transformers: Robots in Disguise 2015 és 2017 között vetített amerikai televíziós 3D-s számítógépes animációs akciósorozat, amelyet Adam Beechen, Duane Capizzi és Jeff Kline alkotott. Amerikában 2015. március 14-én mutatta be a Cartoon Network. Magyarországon szintén a Cartoon Network mutatta be 2015. március 16-án.

## Ismertető
Három évvel a Transformers: Prime történetének befejezése után Optimus Prime magához rendeli Bumblebee-t, hogy a világot megmentse egy új csoporttól, az Álcáktól. Bumblebee ezáltal összehív egy csapatot, az Autobotokat, amelynek tagjai mind szuperhősök. A csapat tagjai Bumblebee, a jószívű, de harcias dinobot Grimlock, a rendmániás, egyben versengő Strongarm, és az idegesítő Sideswipe. Később feltűnik a sorozatban Jazz, Drift, Windblade, Optimus Prime, Ratchet, Bulkhead, valamint a Transformers Mentő Botok egyik szereplője, a gyakornok Blurr is. A Bee csapat barátságot köt még egy minikonnal, Fixittel, valamint a két emberrel, Dennyvel és fiával, Russellel. Bumblebee-re hárul a feladat, hogy megtanítsa a csapat tagjainak azt, miképp tartsanak össze.

## Szereplők
| Szereplő                        | Eredeti hang                                   | Magyar hang                                                                                           |
| Autobotok                       | Autobotok                                      | Autobotok                                                                                             |
| ------------------------------- | ---------------------------------------------- | --- |
| Bumblebee                       | Will Friedle                                   | Szokol Péter                                                                                          |
| Strongarm                       | Constance Zimmer                               | Pap Katalin                                                                                           |
| Sideswipe                       | Darren Criss                                   | Horváth Illés                                                                                         |
| Grimlock                        | Khary Payton                                   | Petridisz Hrisztosz                                                                                   |
| Fixit                           | Mitchell Whitfield                             | Joó Gábor                                                                                             |
| Drift                           | Eric Bauza                                     | Barabás Kiss Zoltán                                                                                   |
| Slipstream                      | Roger Craig Smith                              | Sörös Miklós (12. rész) Halasi Dániel (17-31. rész) Sörös Miklós (37. résztől) Szabó Andor (46. rész) |
| Jetstorm                        | Roger Craig Smith                              | Pálmai Szabolcs Láng Balázs (12. rész)                                                                |
| Windblade                       | Kristy Wu (1-2. évad) Erica Lindbeck (4. évad) | Kisfalvi Krisztina (23-28. rész) Makay Andrea (31-61. rész) Kisfalvi Krisztina (70-71. rész)          |
| Optimus Prime                   | Peter Cullen                                   | Szélyes Imre                                                                                          |
| Ratchet                         | Jeffrey Combs                                  | Potocsny Andor (2. évad) Bordás János (4. évad)                                                       |
| Jazz                            | Arif S. Kinchen                                | Előd Álmos                                                                                            |
| Blurr                           | Max Mittelman                                  | Czető Roland                                                                                          |
| Bulkhead                        | Kevin Michael Richardson                       | Sótonyi Gábor                                                                                         |
| Steeljaw falkája                |                                                | |
| Steeljaw                        | Troy Baker                                     | Pusztaszeri Kornél                                                                                    |
| Thunderhoof                     | Frank Stallone                                 | Seder Gábor                                                                                           |
| Underbite                       | Liam O’Brien                                   | Bognár Tamás                                                                                          |
| Fracture                        | Kevin Pollak                                   | Megyeri János Sörös Miklós (21. rész)                                                                 |
| Airazor                         | Roger Craig Smith                              | Láng Balázs                                                                                           |
| Divebomb                        | Khary Payton                                   | Vári Attila Pálmai Szabolcs (12. rész)                                                                |
| Clampdown                       | Jim Cummings                                   | Seszták Szabolcs                                                                                      |
| Bisk                            | Khary Payton                                   | Presits Tamás (4. rész) Németh Attila István (34. rész)                                               |
| Springload                      | John Steven Rocha                              | Fekete Zoltán (9. és 34. rész) Horváth-Töreki Gergely (17. rész) Potocsny Andor (50. rész)            |
| Quillfire                       | Andy Milder                                    | Fekete Zoltán (11. és 17. rész) Czető Roland (35. résztől)                                            |
| Groundpounder                   | John DiMaggio                                  | Zöld Csaba (19. rész) Orosz Gergely (39. rész)                                                        |
| Overload                        | Dave Fennoy                                    | Bognár Tamás                                                                                          |
| Álcák szigete                   |                                                | |
| Saberhorn                       | Fred Tatasciore                                | Bognár Tamás                                                                                          |
| Glowstrike                      | Grey Griffin                                   | Lipcsey-Colini Borbála                                                                                |
| Scorponok                       | Victor Brandt                                  | Bolla Róbert                                                                                          |
| Crazybolt                       | James Arnold Taylor                            | Grúber Zita                                                                                           |
| Slicedice                       | Gary Anthony Williams                          | Törköly Levente                                                                                       |
| Kickback                        | Liam O’Brien                                   | Bardóczy Attila (21. rész) Jánosi Ferenc (29. rész)                                                   |
| Fosztogatók                     |                                                | |
| Clawtrap                        | André Sogliuzzo                                | Koncz István                                                                                          |
| Paralon                         | Jason Spisak                                   | Borbiczki Ferenc                                                                                      |
| Scatterspike                    | Robin Weigert                                  | Nádasi Veronika                                                                                       |
| Thermidor                       | Jim Cummings                                   | Albert Péter                                                                                          |
| Weaponizer Mini-Conok           |                                                | |
| Aerobolt                        | Steven Blum                                    | Bognár Tamás                                                                                          |
| Buzzstrike                      | Rick Pasqualone                                | Seder Gábor                                                                                           |
| Sawtooth                        | Crispin Freeman                                | Holl Nándor                                                                                           |
| Tricerashot                     | Robbie Rist                                    | Katona Zoltán                                                                                         |
| Stunticonok                     |                                                | |
| Motormaster                     | Travis Willingham                              | Bolla Róbert                                                                                          |
| Heatseeker                      | Mikey Kelley                                   | Törköly Levente                                                                                       |
| Dragstrip                       | Maurice LaMarche                               | Láng Balázs                                                                                           |
| Wildbreak                       | Dave Wittenberg                                | Endrédi Máté (51-52. rész) Megyeri János (55. résztől)                                                |
| Slashmark                       | David Kaye                                     | Bordás János                                                                                          |
| Menasor                         | Travis Willingham                              | Beratin Gábor                                                                                         |
| További Transformerek           |                                                | |
| Micronus Prime                  | Adrian Pasdar                                  | Megyeri János (13. rész és 27. rész) Katona Zoltán (25. rész)                                         |
| Vector Prime                    | Troy Baker                                     | Bolla Róbert                                                                                          |
| Megatronus                      | Travis Willingham                              | Borbiczki Ferenc                                                                                      |
| Soundwave                       | Frank Welker                                   | Bácskai János                                                                                         |
| Starscream                      | Steven Blum                                    | Bácskai János                                                                                         |
| Shadelock                       | Kirk Thornton                                  | Faragó József                                                                                         |
| Hammerstrike                    | David Kaye                                     | Bácskai János                                                                                         |
| Chop Shop                       | David Hunt                                     | Megyeri János                                                                                         |
| Terrashock                      | Kevin Michael Richardson                       | Galambos Péter                                                                                        |
| Filch                           | Constance Zimmer                               | Farkasinszky Edit                                                                                     |
| Ped                             | Eddie Deezen                                   | Magyar Bálint                                                                                         |
| Malodor                         | Daniel Roebuck                                 | Sörös Miklós                                                                                          |
| Nightstrike                     | Tom Kenny                                      | Juhász Zoltán                                                                                         |
| Vertebreak                      | Charlie Schlatter                              | Markovics Tamás                                                                                       |
| Octopunch                       | Ted Biaselli                                   | Juhász Levente                                                                                        |
| Zizza                           | Jackée Harry                                   | Rátonyi Hajni                                                                                         |
| Pseudo                          | Eric Bauza                                     | Bácskai János                                                                                         |
| Headlock                        | Eric Bauza                                     | Sótonyi Gábor                                                                                         |
| Scowl                           | Mark Hildreth                                  | Endrédi Máté                                                                                          |
| Polarclaw                       | Steve Blum                                     | Bolla Róbert                                                                                          |
| Razorpaw                        | Jonathan Adams                                 | Bolla Róbert                                                                                          |
| Glacius                         | Yuri Lowenthal                                 | Borbíró András                                                                                        |
| Swelter                         | Robbie Rist                                    | Kántor Zoltán                                                                                         |
| Simacore                        | Matt Yang King                                 | Sörös Miklós                                                                                          |
| Axiom                           | Jeff Benett                                    | Kántor Zoltán                                                                                         |
| Theorem                         | Jeff Benett                                    | Potocsny Andor                                                                                        |
| Stockade                        | Gregg Berger                                   | Törköly Levente                                                                                       |
| Toolbox                         | Mitchell Whitfield                             | Joó Gábor                                                                                             |
| Crustacion                      | Chris Edgerly                                  | Szabó Endre                                                                                           |
| Ragebyte                        | Christopher Swindle                            | Potocsny Andor                                                                                        |
| Zorillor                        | Michael Yurchak                                | Gardi Tamás                                                                                           |
| Boostwing                       | James Arnold Taylor                            | Baráth István                                                                                         |
| Jacknab                         | Robin Atkin Downes                             | Hám Bertalan                                                                                          |
| Pilfer                          | Robin Atkin Downes                             | Bolla Róbert                                                                                          |
| Shadow Raker                    | Ian James Corlett                              | Törköly Levente                                                                                       |
| Nightra                         | Lori Petty                                     | Solecki Janka                                                                                         |
| Blastwave                       | Roger Craig Smith                              | Eredeti hang                                                                                          |
| Flamesnort                      | Robin Atkin Downes                             | Albert Péter                                                                                          |
| Wingcode                        | Constance Zimmer                               | Várkonyi Andrea                                                                                       |
| Dropforge                       | David Sheinkopf                                | Juhász Zoltán                                                                                         |
| Galvatronus                     | Harry Lennix                                   | Molnár Kristóf                                                                                        |
| Cyclonus                        | Harry Lennix                                   | Holl Nándor                                                                                           |
| Cyberwarp                       | Brooke Goldner                                 | Laudon Andrea                                                                                         |
| Vehicon                         | Fred Tatasciore                                | Bolla Róbert                                                                                          |
| Cyberton-i múzeum őr            | Liam O’Brien                                   | Fehérváry Márton                                                                                      |
| Cybertron-i múzeumvezető docens | Constance Zimmer                               | Grúber Zita                                                                                           |
| Cybertron-i rendőr              | Liam O’Brien                                   | Bolla Róbert                                                                                          |
| Emberek                         |                                                | |
| Russell Clay                    | Stuart Allan                                   | Straub Martin                                                                                         |
| Denny Clay                      | Ted McGinley                                   | Pál Tamás                                                                                             |
| Henrietta "Hank"                | Bailey Gambertoglio                            | Hermann Lilla (1. évad) Gyarmati Laura (4. évad)                                                      |
| Butch                           | Will Friedle                                   | Szalay Csongor                                                                                        |
| Larry LaRue                     | John Katovsich                                 | Juhász Zoltán                                                                                         |
| Gunter barát                    | Danny Jacobs                                   | Pálfai Péter                                                                                          |
| Arnold                          | Troy Baker                                     | Markovics Tamás                                                                                       |
| Casey                           | Kate Bond                                      | Vadász Bea (1. évad) Laudon Andrea (4. évad)                                                          |
| Farnum                          | John DiMaggio                                  | Endrédi Máté                                                                                          |
| Idegenvezető Edmondville-ben    | Kath Soucie                                    | Roatis Andrea                                                                                         |
| Junior                          | Will Friedle                                   | Császár András                                                                                        |
| Apa                             | Khary Payton                                   | Fehérváry Márton                                                                                      |
| Hermit                          | Trevor Devall                                  | Gardi Tamás                                                                                           |
| Spanyol oktató                  | Eric Bauza                                     | Tarján Péter                                                                                          |

## Magyar változat
A szinkront a Turner Broadcasting System megbízásából az SDI Media Hungary készítette.
- Magyar szöveg: Borsiczky Péter
- Hangmérnök: Bederna László (1. évad), Hollósi Péter és Bokk Tamás  (2. évad)
- Vágó: Kránitz Bence
- Gyártásvezető: Németh Piroska
- Szinkronrendező: Orosz Ildikó (1. évad), Kiss Lajos (2. évad)
- Produkciós vezető: Koleszár Emőke
- Felolvasó: Bozai József

## Epizódok
| Évad | Évad        | Epizódok | Eredeti sugárzás                                       | Eredeti sugárzás                              | Eredeti adó     | Magyar sugárzás    | Magyar sugárzás    | Magyar adó      |
| Évad | Évad        | Epizódok | Évadpremier                                            | Évadfinálé                                    | Eredeti adó     | Évadpremier        | Évadfinálé         | Magyar adó      |
| ---- | ----------- | -------- | ------------------------------------------------------ | --------------------------------------------- | --------------- | ------------------ | ------------------ | --------------- |
|      | 1           | 26       | 2014. december 31. 2015. február 21. 2015. március 14. | 2015. május 17. (iTunes) 2015. szeptember 12. | Cartoon Network | 2015. március 16.  | 2015. október 7.   | Cartoon Network |
|      | 2           | 13       | 2016. február 20.                                      | 2016. április 16. 2016. május 14.             | Cartoon Network | 2016. április 29.  | 2016. december 13. | Cartoon Network |
|      | 3           | 6        | 2016. szeptember 10. 2016. október 22.                 | 2016. október 15. 2016. december 3.           | Cartoon Network | 2016. december 14. | 2016. december 21. | Cartoon Network |
|      | 4           | 26       | 2017. április 25. 2017. április 29.                    | 2017. november 4. 2017. november 11.          | Cartoon Network | 2017. május 27.    | 2018. január 14.   | Cartoon Network |
|      | Rövidfilmek | 11       | 2015. április 29.                                      | 2015. november 6.                             | YouTube         | TBA                | TBA                | TBA             |